# Fania All-Stars
Fania All-Stars war eine berühmte und vielfach ausgezeichnete Salsaband, die 1968 von Johnny Pacheco mit den bekanntesten Musikern von Fania Records gegründet wurde. Fania Records war zu diesem Zeitpunkt das führende Plattenlabel für Salsa. 

## Geschichte
Als Aushängeschild von Fania Records machten die Fania All-Stars den Salsa populär, indem sie Konzerte an immer größeren Veranstaltungsorten gaben – vom Red Garter im Greenwich Village, wo sich das Label 1968 mit einer Jamsession der beteiligten Musiker vorstellte, über das Cheetah 1971 bis zum Yankee Stadium in der Bronx, wo die Gruppe vor 44.000 Besuchern auftrat. Im Stadion in Kinshasa wurde 1974 im Konzert mit Celia Cruz das Video In Africa aufgenommen. Erst dann spielte die Band ihr erstes Studioalbum, A Tribute to Tito Rodriguez, ein. Studioplatten der späten 1970er Jahre mit aus dem Smooth Jazz stammenden Solisten wie Bob James und David Sanborn, aber auch Hubert Laws wirkten überproduziert. 
Nach internationalen Tourneen traten die Fania All-Stars 1983 in dem Film The Last Fight (mit Rubén Blades als Protagonist und Willie Colón in einer weiteren Hauptrolle) auf. Die Band nahm in den 1980er Jahren acht Studioalben auf, wobei sie sich hin zu einem organischeren Latin Jazz entwickelte. 1994 feierte die Formation das 30-jährige Jubiläum von Fania Records mit Liveauftritten in Puerto Rico, Miami und New York. Die Fania All-Stars traten weiterhin in den 1990er Jahren noch gelegentlich auf. 2014 erhielten sie den Latin Heritage Award der amerikanischen Urheberrechtsorganisation ASCAP.
Die Musiker, die als Mitglieder oder Gäste in der Gruppe gespielt haben, in alphabetischer Reihenfolge:
Ray Barretto, Joe Bataan, Justo Betancourt, Rubén Blades, Santitos Santos Colon, Willie Colón, Bobby Cruz, Celia Cruz, Manu Dibango, Cheo Feliciano, Larry Harlow, Renaldo Jorge, Héctor Lavoe, Oscar D’León, Papo Lucca, José Mangual Jr., Nicky Marrero, Ismael Miranda, Andy Montañez, Alphonse Mouzon, Luis „Perico“ Ortiz, Johnny Pacheco, Eddie Palmieri, Victor Paz, Tito Puente, Louie Ramírez, Ricardo „Richie“ Ray, Ismael Rivera, Ralph Robles, Barry Rogers, Bobby Rodriguez, Pete „El Conde“ Rodriguez, Roberto Roena, Willy Rosario, Jimmy Sabater, Ramon Mongo Santamaría, Jorge Santana, Adalberto Santiago, Larry Spencer, Yomo Toro, Bobby Valentín, Papo Vázquez, Orestes Vilató, Hector „Bomberito“ Zarzuela und Tito Allen.

## Diskografie

### Live-Alben
- Live at the Red Garter, Vol. 1 (Fania, 1968)
- Live at the Red Garter, Vol. 2 (Fania, 1969)
- Live at the Cheetah, Vol. 1 (Fania, 1972)
- Live at the Cheetah, Vol. 2 (Fania, 1972)
- Live at the Cheetah, Vol. 2 (Fania, 1973)
- Latin-Soul-Rock (Fania, 1974)
- Fania All-Stars (Island, 1975)
- Live at Yankee Stadium, Vol. 1 (Fania, 1976)
- Live at Yankee Stadium, Vol. 2 (Fania, 1976)
- Live (Fania, 1978)
- Habana Jam (Fania, 1979)
- Fania All-Stars in Japan (Fania, 1986)
- Live in Africa (Fania, 1986)

### Studio-Alben
- A Tribute to Tito Rodriguez (Fania, 1976)
- Delicate and Jumpy (Columbia, 1976)
- Rhythm Machine (Columbia, 1977)
- Spanish Fever (CBS, 1978)
- Cross Over (CBS, 1979)
- California Jam (Musica Latina, 1980)
- Commitment (FNA, 1980)
- Latin Connection (Fania, 1981)
- Social Change (Fania, 1981)
- Lo que pide la gente (StyllaPhone, 1984)
- Viva la charanga (Sterns, 1986)
- Bamboleo (Caliente, 1988)
- Latin Jazz Fusion (Charly, 1988)
- Guasasa (Fania, 1989)
- Bravo 97 (Sony International, 1997)

### DVD
- Our Latin Thing
- Salsa (Fania, 1974)
- In Africa (Fania, 1993)
- Live (Fania, 1995)